# Conophyma jacobsoni
Conophyma jacobsoni är en insektsart som beskrevs av Boris Petrovich Uvarov 1925. Conophyma jacobsoni ingår i släktet Conophyma och familjen Dericorythidae.

## Underarter
Arten delas in i följande underarter:
- C. j. jacobsoni
- C. j. carinatum
- C. j. obnoxium
- C. j. vastum